# Медолюб великий
Медолюб великий (Meliphaga lewinii) — вид горобцеподібних птахів родини медолюбових (Meliphagidae). Ендемік Австралії. Вид названий на честь австралійського маляра Джона Левіна.

## Опис

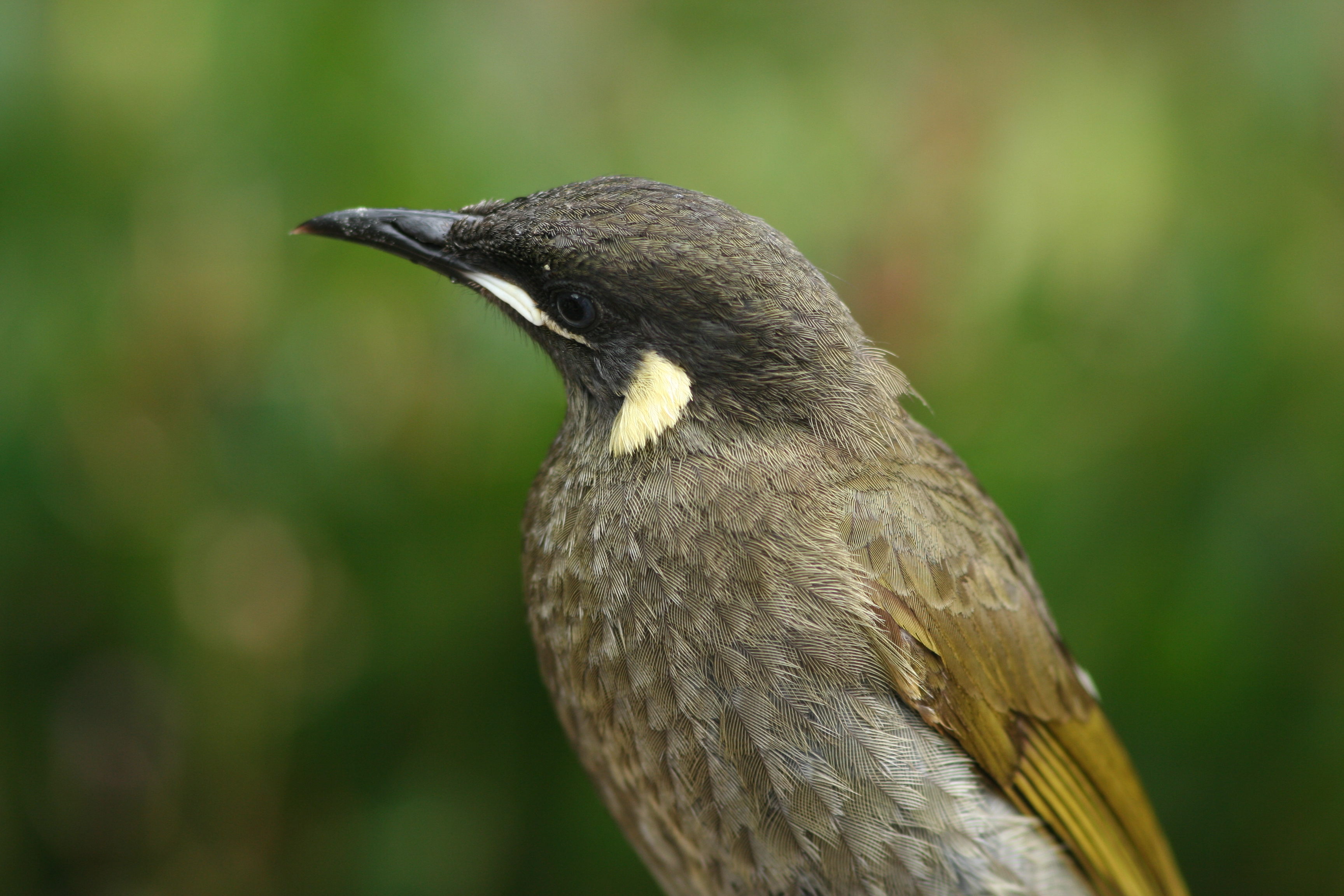
Голова великого медолюба

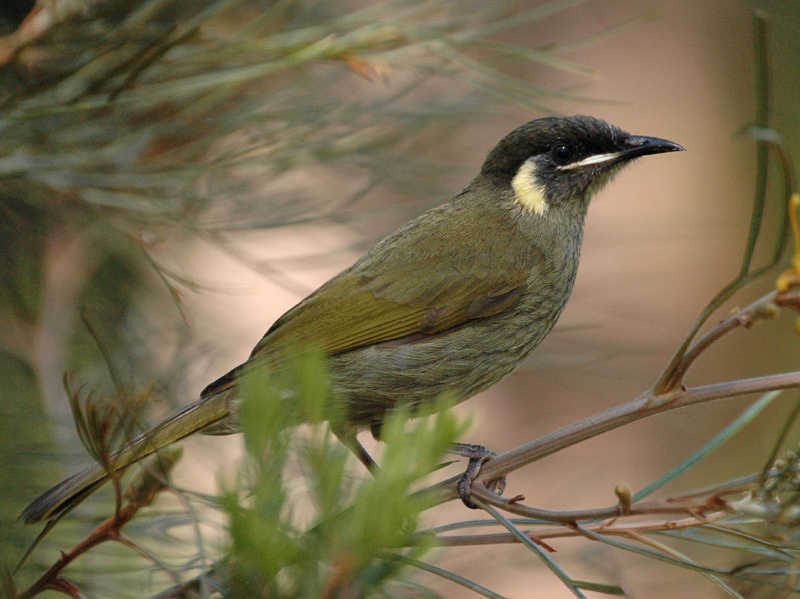
Великий медолюб

Довжина птаха становить 20-22 см. Забарвлення переважно тьмяно-зеленувато-сіре. На скронах великі жовтуваті плями у формі півмісяця, за дзьобом вузькі жовтуваті смуги. Махові пера мають жовтуваті края, помітні в польоті. Дзьоб чорний, очі сірувато-блакитні. У молодих птахів очі карі.

## Підвиди
Виділяють три підвиди:
- M. l. amphochlora Schodde, 1989 — схід півострова Кейп-Йорк, північно-східний Квінсленд;
- M. l. mab (Mathews, 1912) — східний Квінсленд;
- M. l. lewinii (Swainson, 1837) — від південно-східного Квінсленду до південної Вікторії.

## Поширення і екологія
Великі медолюби мешкають на сході Австралії. Вони живуть в тропічних лісах і чагарникових заростях, на полях і плантаціх, в парках і садах. Зустрічаються поодинці, парами або зграйками до 10 птахів. Живляться ягодами і дрібними плодами, а також комахами і нектаром. Сезон розмноження триває з вересня по січень. Гніздо чашоподібне, зроблене з рослинного матеріалу, скріпленого павутинням, встелене м'яким матеріалом. в кладці 2-3 яйця. Інкубаційний період триває 14 днів, пташенята покидають гніздо через 14 днів після вилуплення.